# ミュンヘン分離派
ミュンヘン分離派（Münchner Secession）は、19世紀末のミュンヘンで始まった芸術運動ユーゲント・シュティールの一グループ。ウィーン分離派、ベルリン分離派などに先駆けて1892年に結成された。保守的なミュンヘン芸術家組合（Münchner Künstlergenossenschaft）から分離する形で誕生したため、この名がついている（語源はラテン語の「secessio」）。現在も存在している。

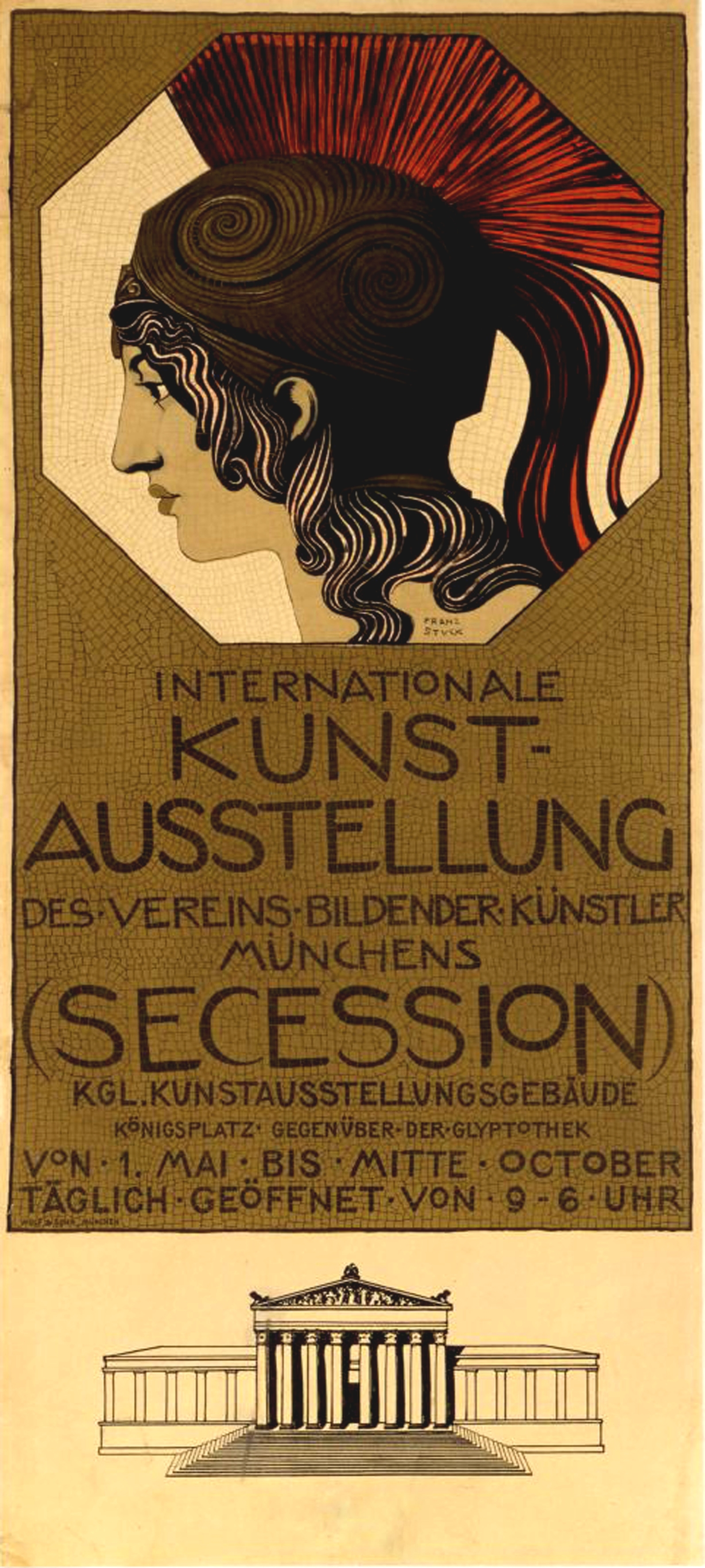
ミュンヘン分離派展覧会のポスター

## 概要
パリで設立されたアンデパンダン美術協会の影響はヨーロッパ各国に波及し、ミュンヘンでは1892年にフランツ・フォン・シュトゥックやヴィルヘルム・トリュブナーらの進歩的な芸術家がミュンヘン造形芸術家協会（Verein bildender Künstler Münchens）を結成。「分離派」（Secession）と呼ばれ、やがて自ら分離派と称するようになった。
官営事業化した展覧会や閉鎖的な旧来の美術機構とは別に、彼ら自身の自由な発表の場や活動組織を持つことが第一の目的であった。絵画や工芸を中心に活動を展開し、伝統にとらわれない芸術表現を模索した。モダン芸術運動の拡大を標榜し、数々の国際展覧会を開催している。
ナチス政権下の弾圧のため1938年に一度解散を余儀なくされるが、第二次世界大戦直後に再結成され現在に至っている。

## メンバー一覧

### 委員
- Bernhard Buttersack
- ルートヴィヒ・ディル
- Bruno Piglhein - 初代会長
- ルートヴィヒ・ヘルテリッヒ
- パウル・ヘッカー - 初代事務長
- アルベルト・フォン・ケラー
- パウル・ヴィルヘルム・ケラー＝ロイトリンゲン
- ゴットハルト・キュール
- フーゴー・フォン・ハーベルマン - 2代会長
- Wilhelm Ludwig Lehmann
- ロベルト・ペッツェルベルガー - 2代事務長
- フランツ・フォン・シュトゥック
- フリッツ・フォン・ウーデ
- ハインリヒ・フォン・ツューゲル

### その他メンバー
- ベンノ・ベッカー
- Carl Johann Becker-Gundahl
- ペーター・ベーレンス
- Josef Block
- Jorgos Busianis
- ロヴィス・コリント
- Paul Eduard Crodel
- Friedrich Eckenfelder
- Hermann Eichfeld
- Otto Hierl-Deronco
- アドルフ・ヘルツェル
- August Hoffmann von Vestenhof
- レオポルト・フォン・カルクロイト
- クリスティアン・ランデンベルガー
- マックス・リーバーマン
- ハンス・オルデ
- Leo Samberger
- Hermann Schlittgen
- クリスティアン・シュパイアー
- Anton von Stadler
- フリッツ・シュトロベンツ(シュトロベンツ・フリジェシュ)
- ヴィルヘルム・トリュブナー
- Fritz Voellmy
- ヴィルヘルム・フォルツ
- Viktor Weißhaupt
- Sion Longley Wenban

## メンバーの作品

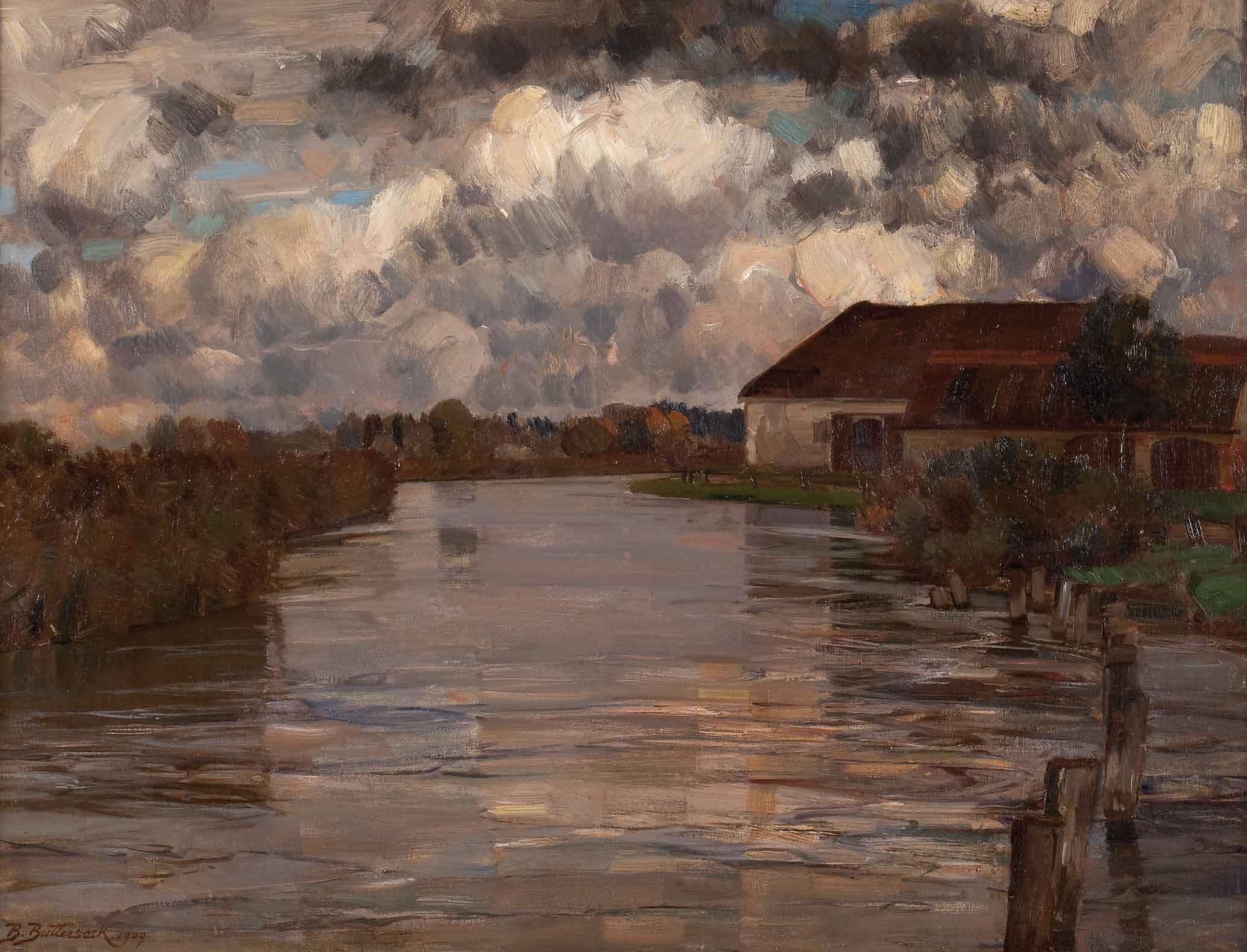
ベルンハルト・ブッターザック (1858-1925)
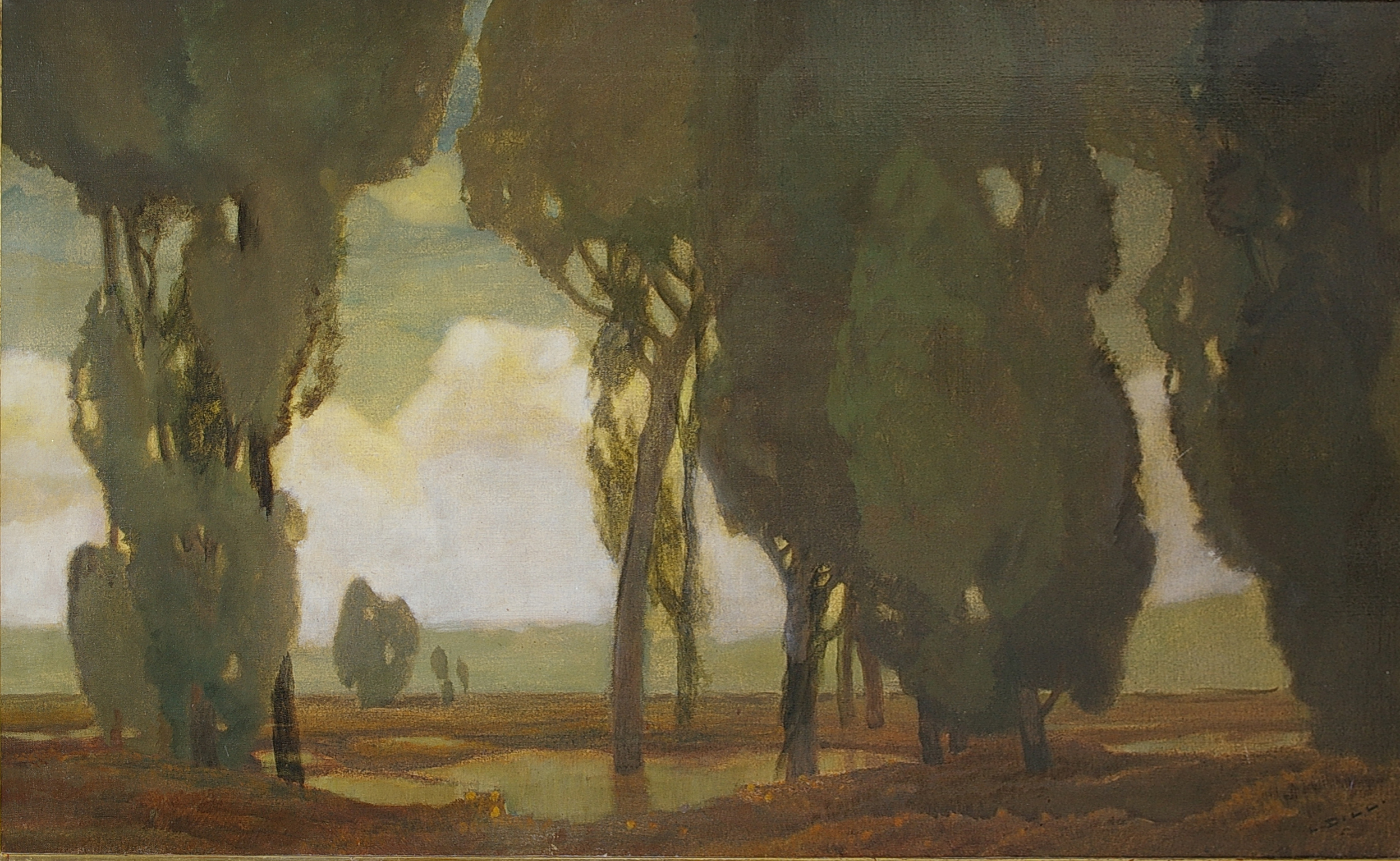
ルートヴィヒ・ディル (1848-1940)
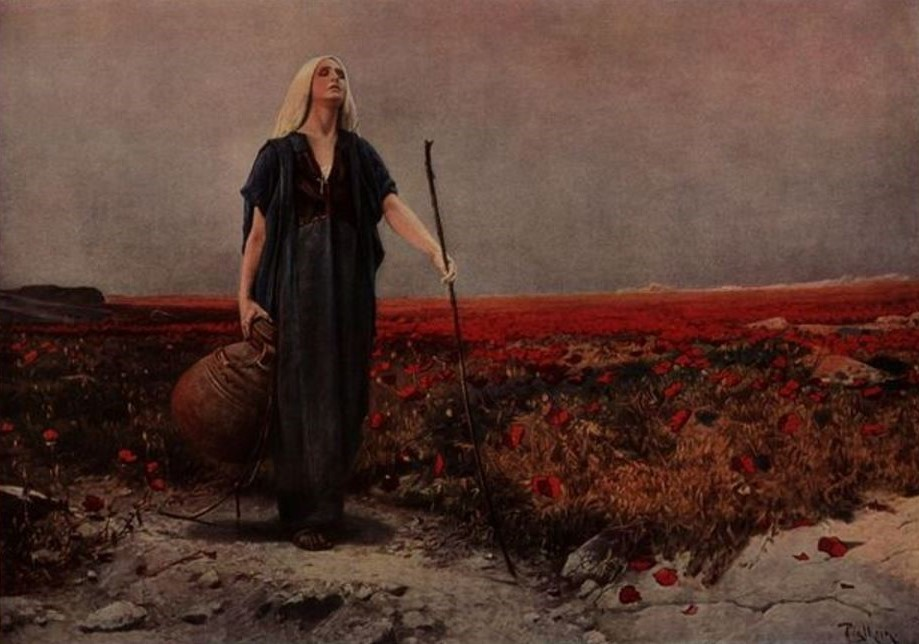
ブルーノ・ピグルハイン (1848-1894)
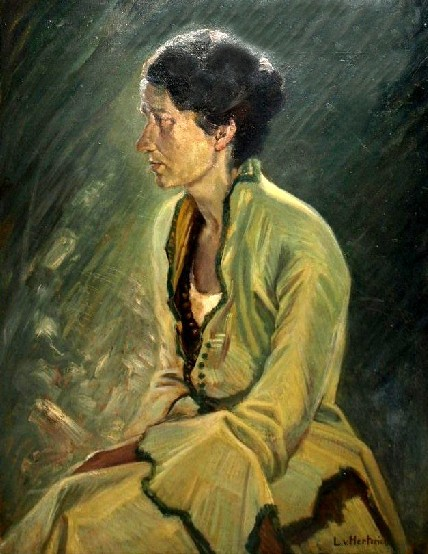
ルートヴィヒ・ヘルテリッヒ (1856-1932)
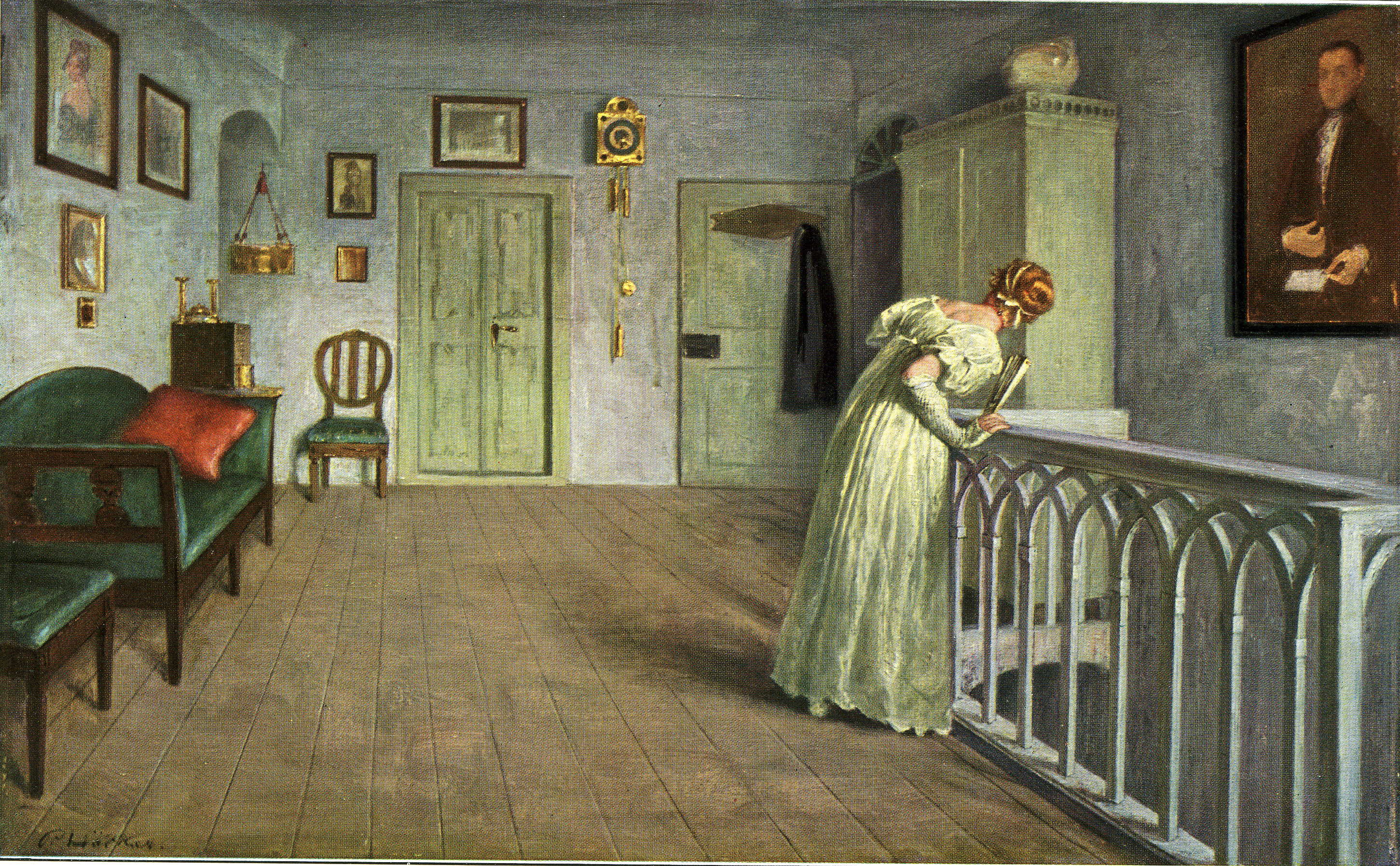
パウル・ヘッカー (1854-1910)
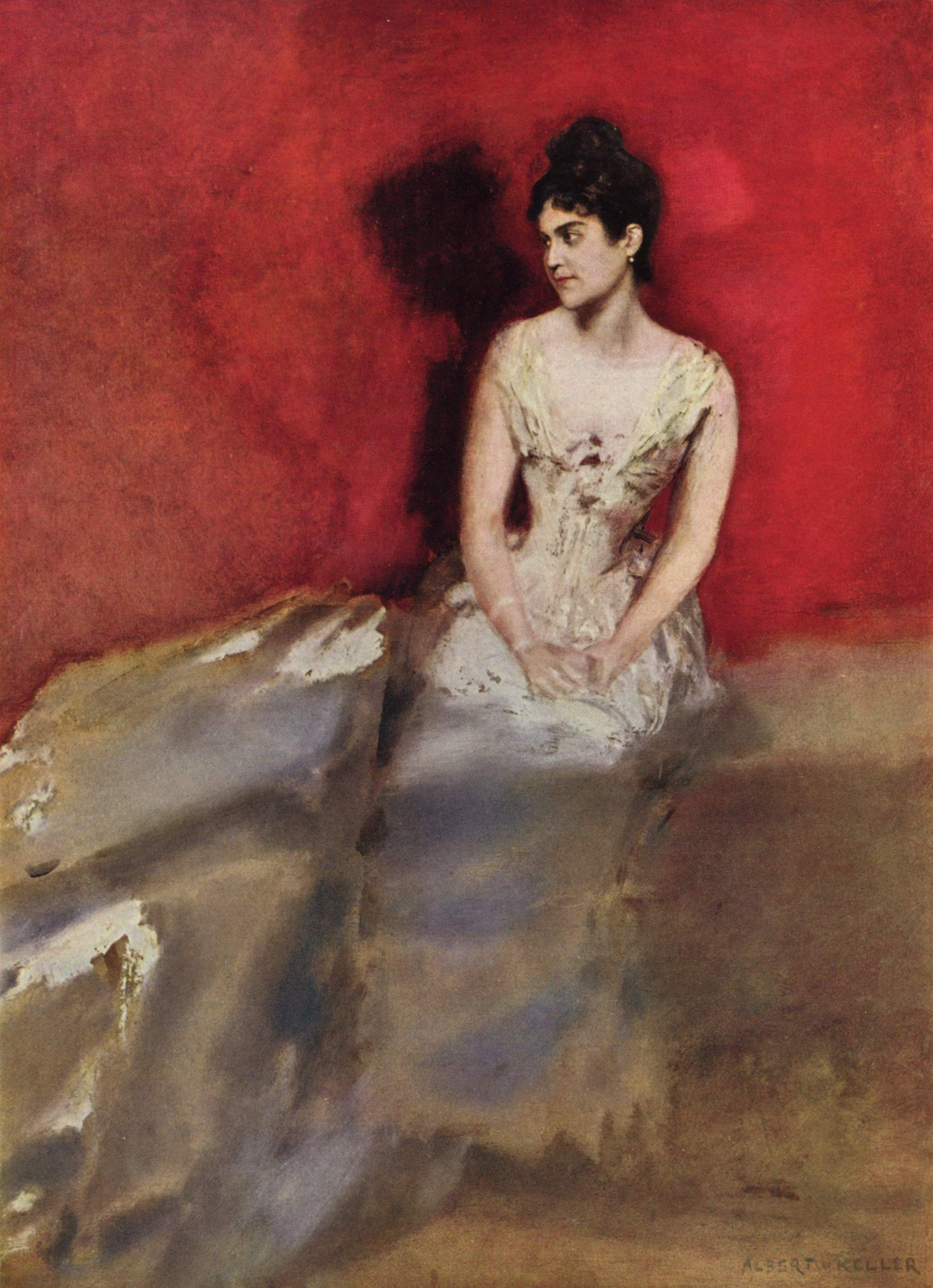
アルベルト・フォン・ケラー (1844-1920)
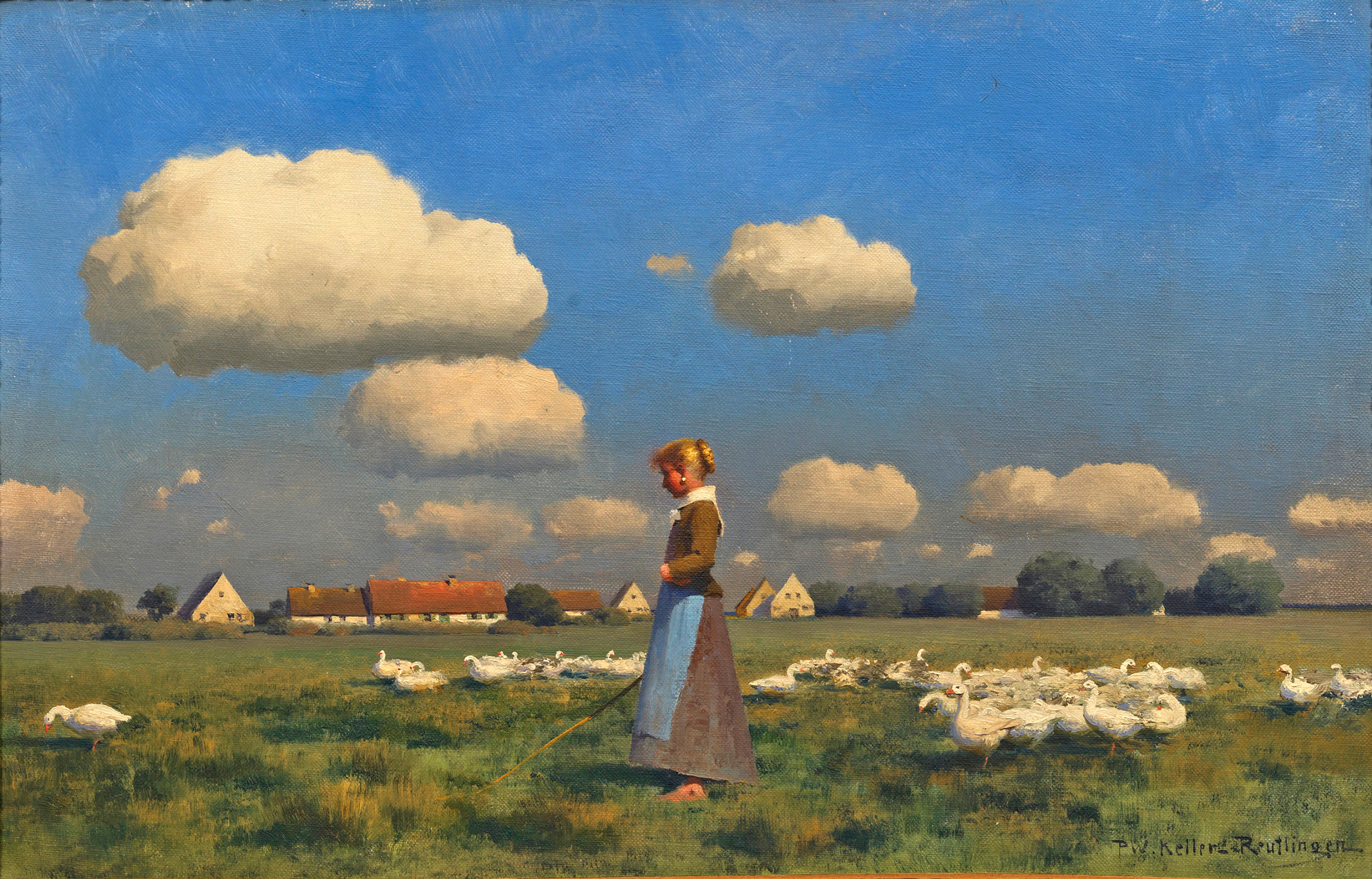
P.W.ケラー＝ロイトリンゲン (1854-1920)
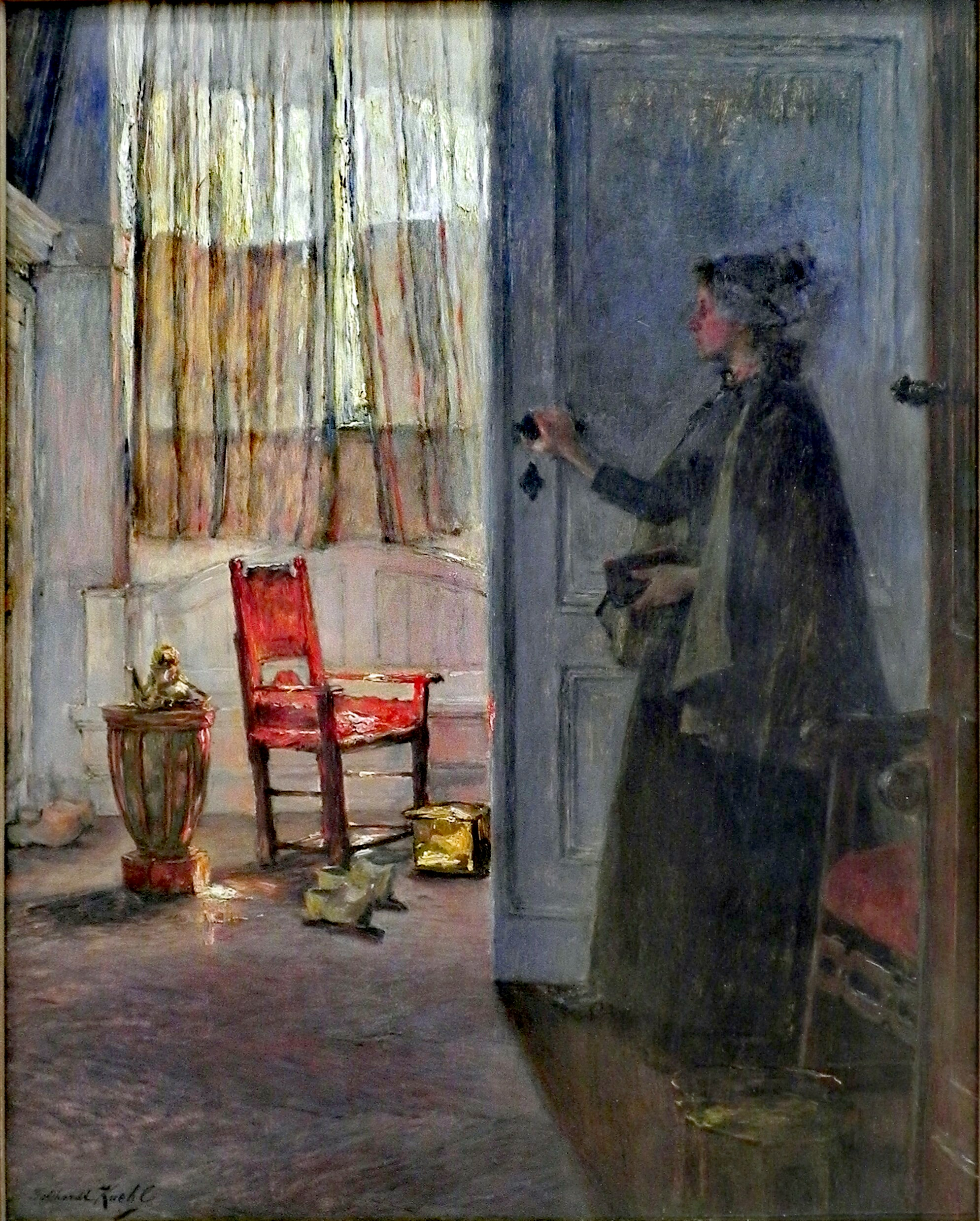
ゴットハルト・キュール (1850-1915)
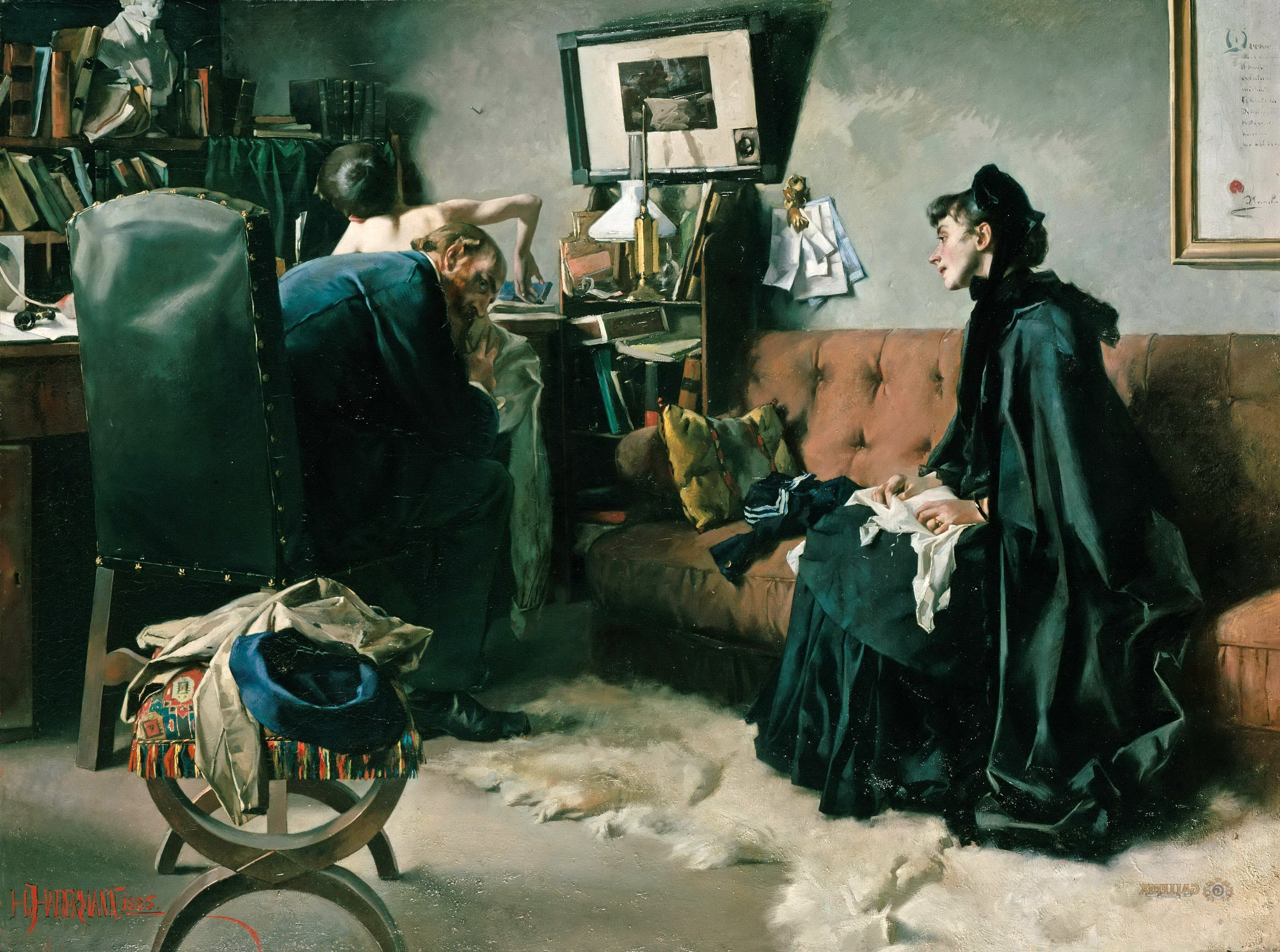
フーゴー・ハーベルマン (1849-1929)
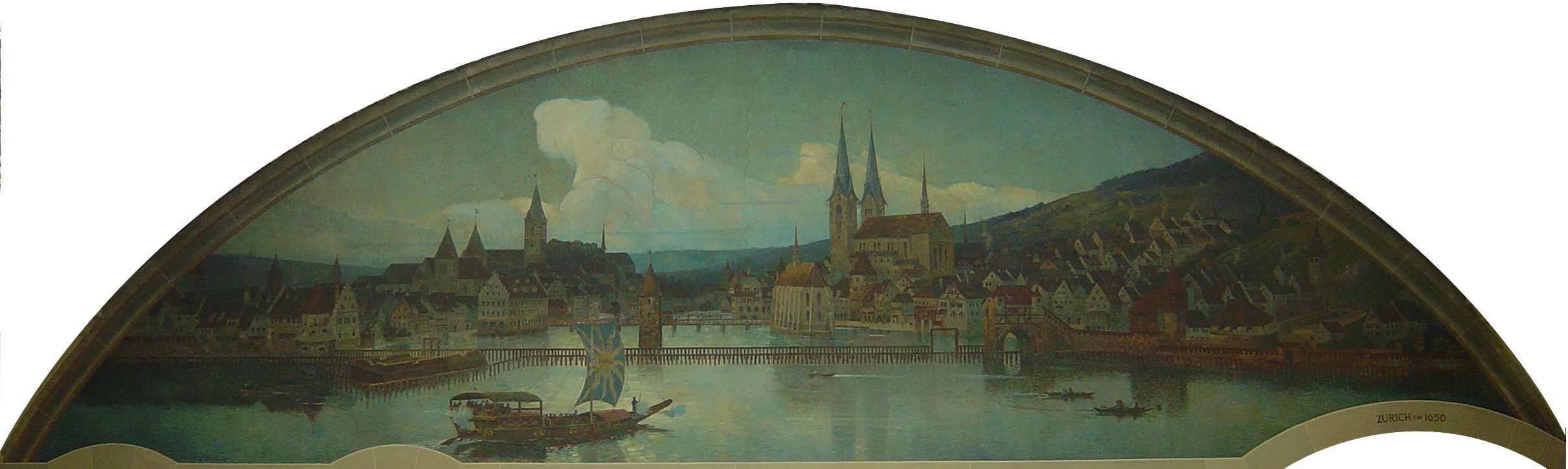
W.H.レーンマン (1861-1932)
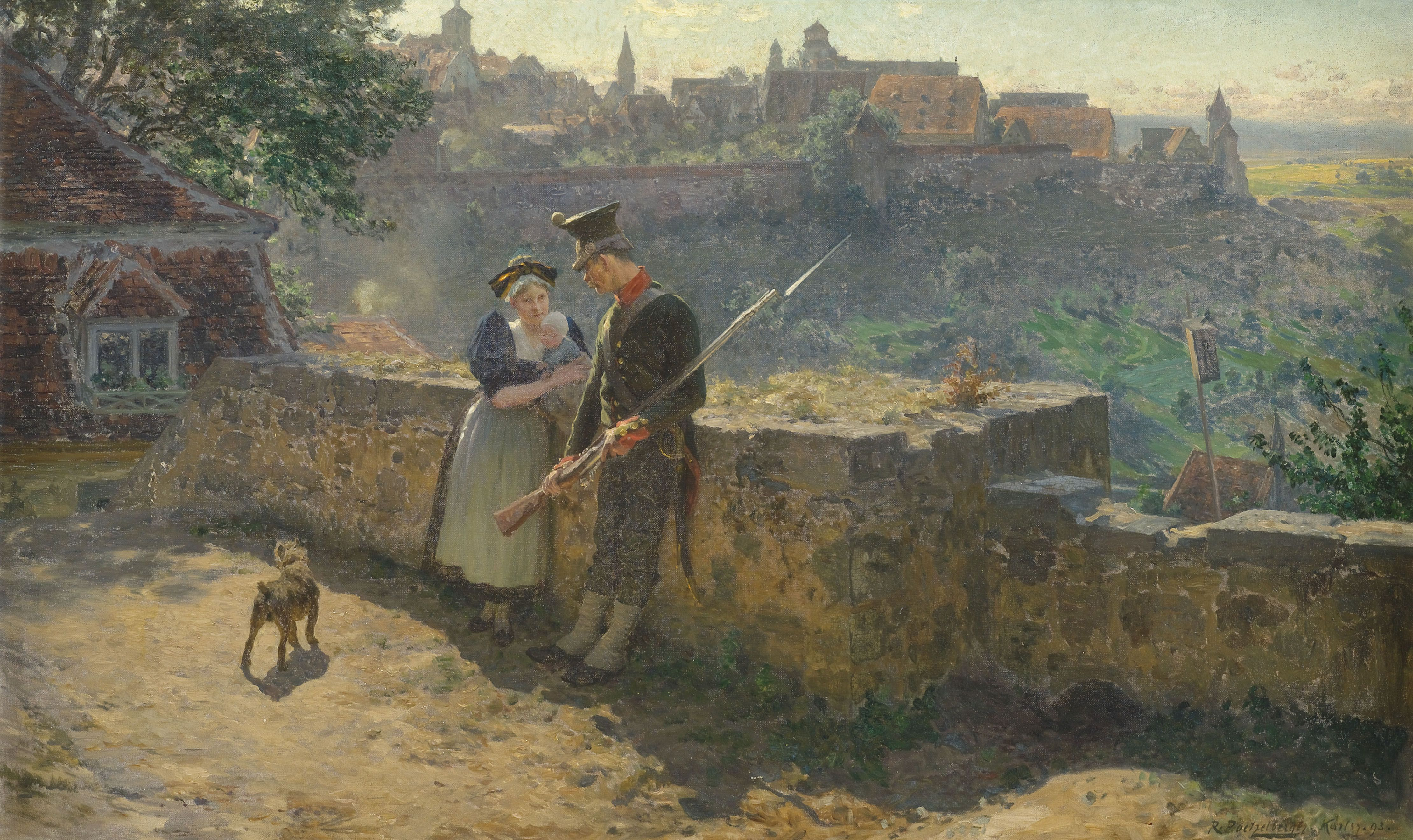
ロベルト・ペーツェルバーガー (1856-1930)
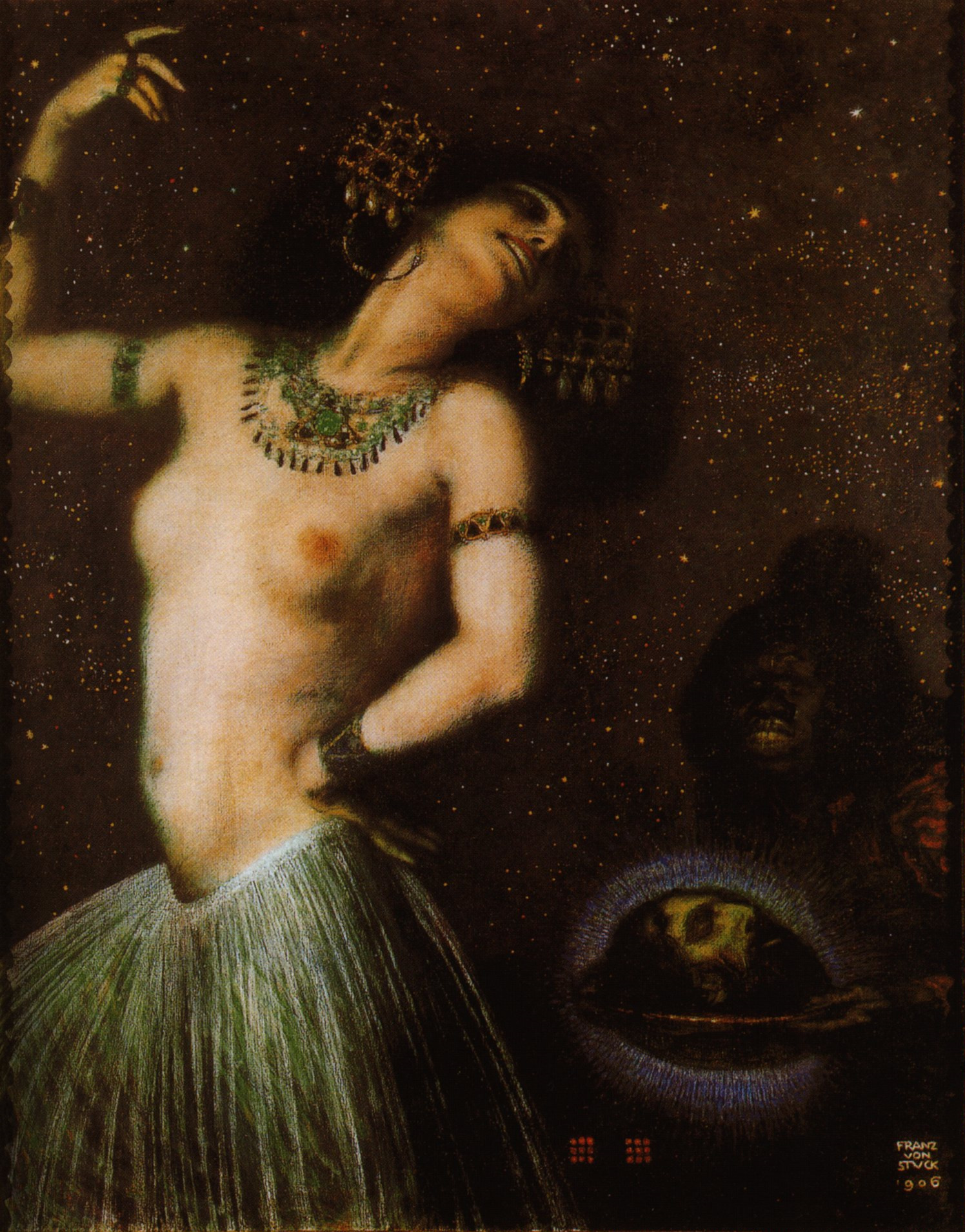
フランツ・フォン・シュトゥック (1863-1928)
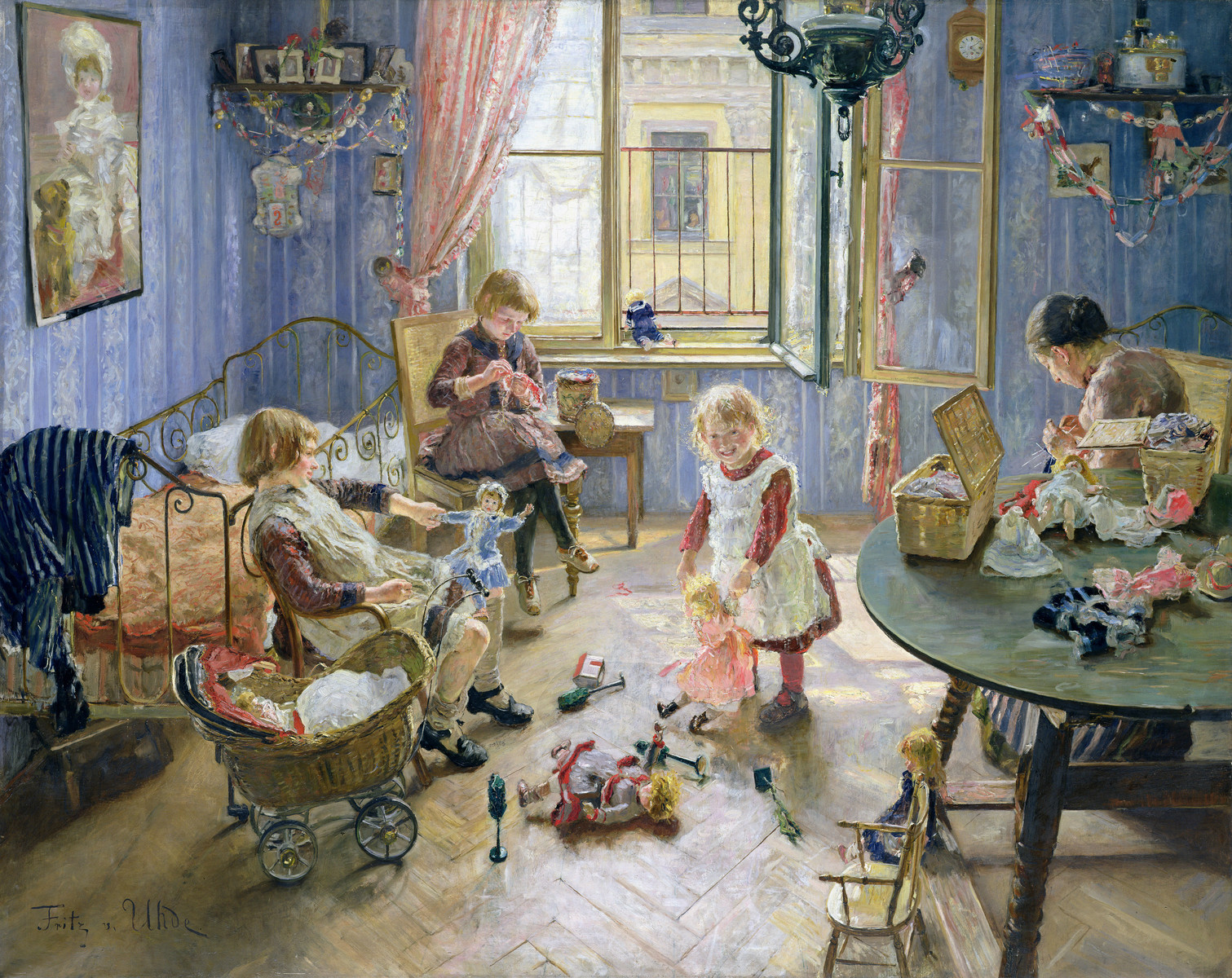
フリッツ・フォン・ウーデ (1848-1911)
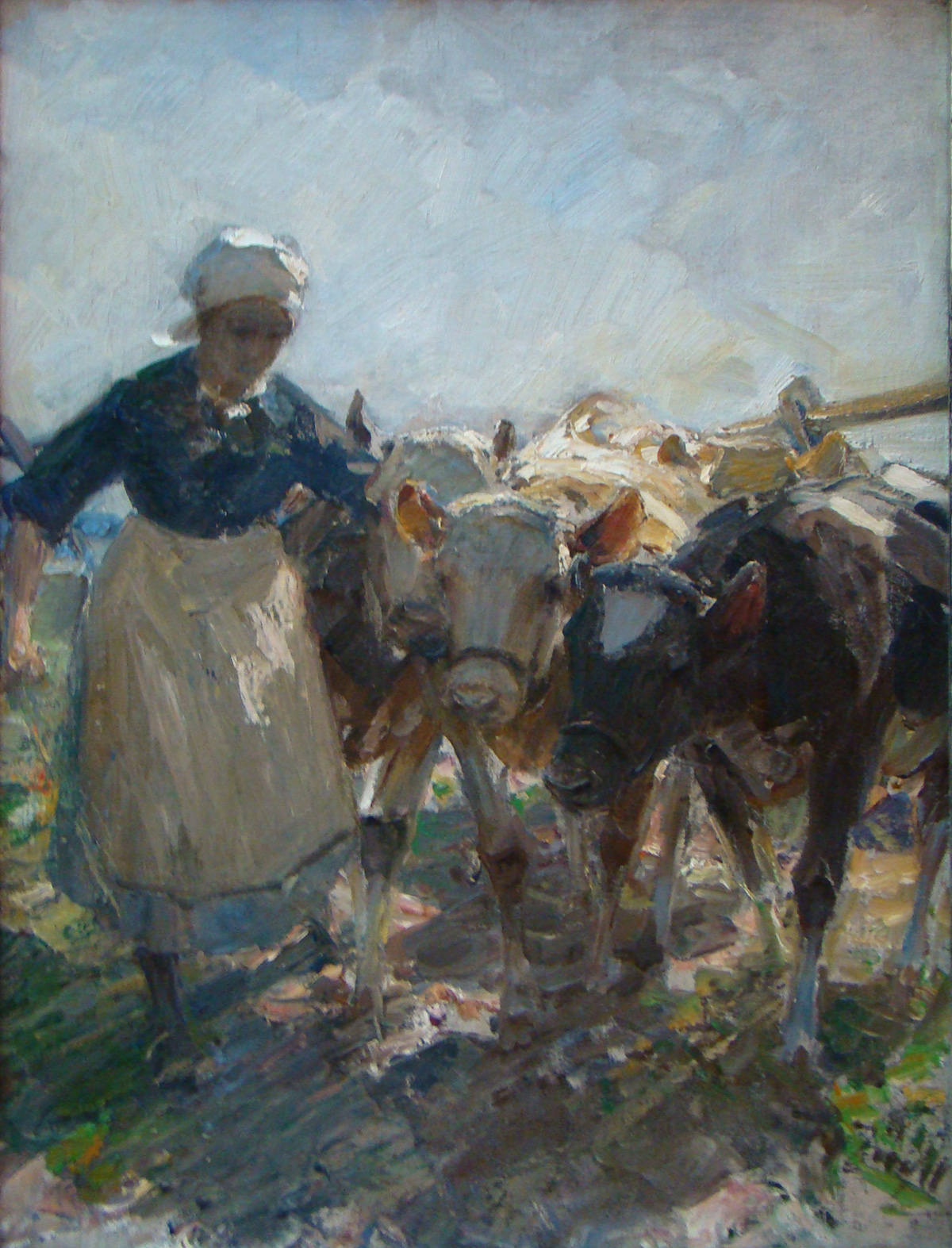
ハインリヒ・フォン・ツューゲル (1850-1941)